# Joshua L. Martin
Joshua Lanier Martin, né le 5 décembre 1799 dans le comté de Blount (Tennessee) et mort le 2 novembre 1856 à Tuscaloosa (Alabama), est un homme politique démocrate américain. Il est gouverneur de l'Alabama entre 1845 et 1847.